# Guus Krähe
August Jan (Guus) Krähe (Rheden, 1 januari 1968) is een Nederlands politicus. Hij was namens de Partij van de Arbeid (PvdA) in 2006 korte tijd lid van de Tweede Kamer. Van 11 oktober 2007 tot 19 mei 2010 was hij wethouder in de gemeente Zaltbommel.

## Levensloop
Guus Krähe studeerde milieukunde aan de Rijks Hogeschool "IJsselland" in Deventer en van 2010 tot 2012 Bestuurskunde aan de Radboud Universiteit in Nijmegen. Hij was werkzaam als ambtenaar en beleidsmedewerker en afdelingshoofd op het gebied van milieu en handhaving bij verschillende gemeenten. Hij was van 1999 tot 2003 lid van de Provinciale Staten van Gelderland. Vanaf 2002 is hij raadslid in Zaltbommel, vanaf juli 2004 als fractievoorzitter van zijn partij.
Op 17 mei 2006 kwam hij tussentijds in de Tweede Kamer als opvolger van de naar de gemeenteraad van Rotterdam vertrokken Peter van Heemst. In de Kamer hield hij zich bezig met verkeer en waterstaat en ruimtelijke ordening. Bij de Tweede Kamerverkiezingen 2006 stond hij weliswaar kandidaat, maar zijn 55e plek was te laag om herkozen te worden. Op 29 november 2006 nam hij afscheid van het parlement. Bijna een jaar later, in oktober 2007, werd hij in de gemeente Zaltbommel benoemd tot wethouder Mens en Samenleving, als opvolger van zijn overleden partijgenoot Arjan Verschoor. Na de verkiezingen in 2010 is zijn wethouderschap beëindigd. Na zijn wethouderschap is hij tot maart 2014 nog raadslid geweest. Bij zijn afscheid in 2014 werd hij benoemd tot Lid van de Orde van Oranje-Nassau en ontving hij van de PvdA de zilveren erespeld. Vanaf 2012 tot 2019 was hij werkzaam als Senior Adviseur en Manager Jeugd bij GGD GHOR Nederland. Sinds 2019 is hij werkzaam als Manager Beleid & Inkoop bij de Sericeorganisatie Jeugd in Zuid-Holland Zuid.